# Boscos de la península Ibèrica

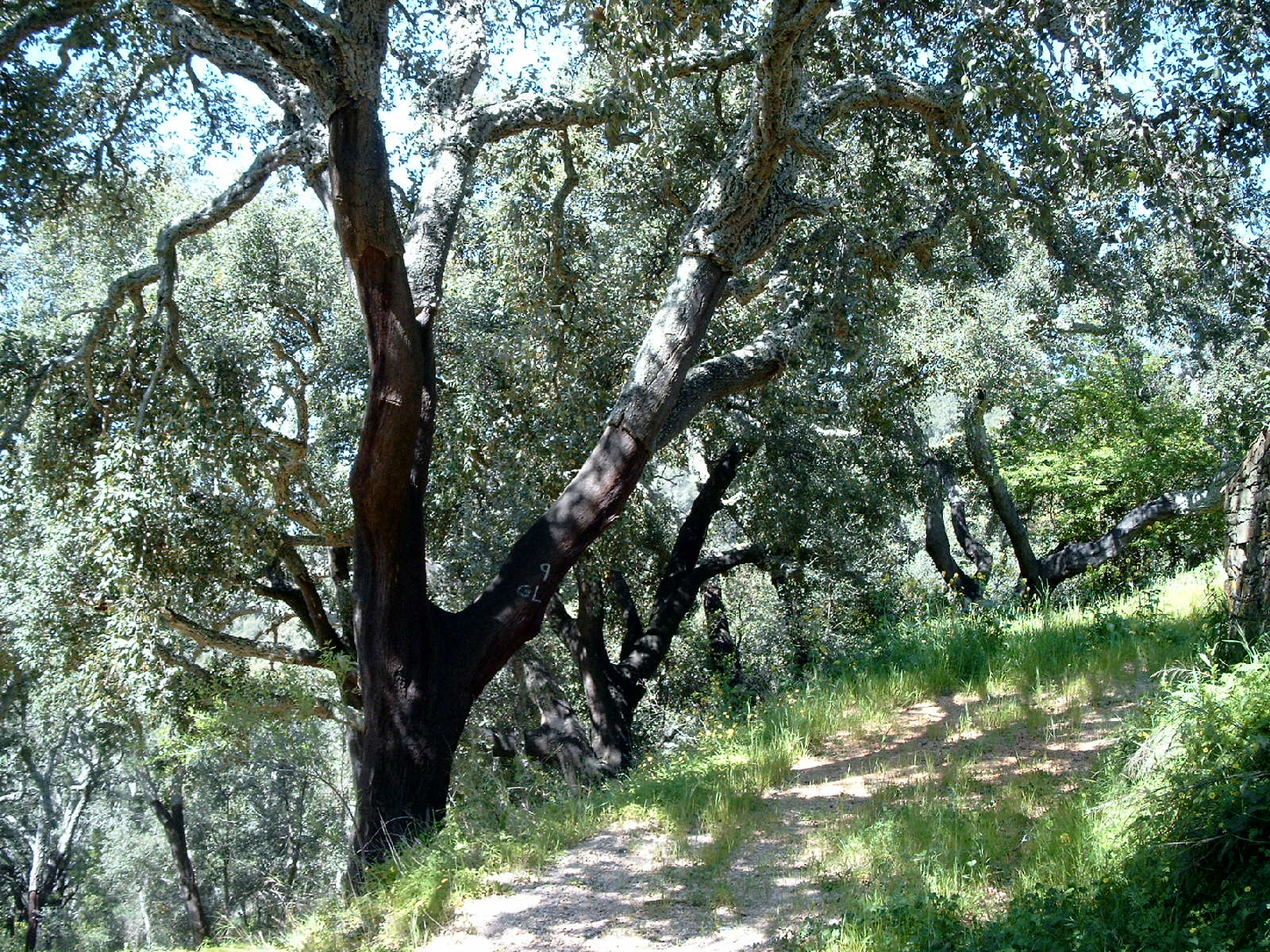
Bosc d'alzina surera al sud de Portugal (Algarve)

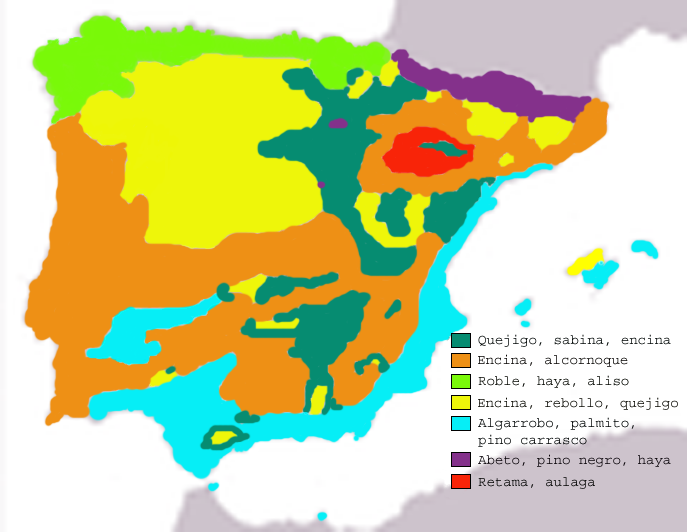
Ocupació ideal dels boscos ibèrics

Els boscos de la península Ibèrica -aquesta última, integrada actualment pels estats europeus d'Espanya, Portugal, Andorra i el Regne Unit, aquest pel petit territori britànic de Gibraltar- s'enquadren dins de dos grans regions florístiques; cadascuna caracteritzada per una sèrie de plantes i comunitats vegetals que li són pròpies, a més de tindre moltes d'altres en comú. La separació entre aquestes dues regions no és clara; existeix una influència mútua, que fa molt difícil establir uns límits precisos: algunes espècies tenen el seu òptim precisament en aquests espais intermedis. L'aïllament geogràfic de la península Ibèrica ha permès el desenvolupament d'una flora i fauna característiques que inclouen un important nombre de tàxons endèmics.

## Origen i característiques
La flora peninsular, per les seves condicions biohistòriques, geogràfiques, geològiques, orogràfiques, etc., és una de les més riques i variades de tot Europa, sols comparable a la de països mediterranis com Grècia i Itàlia; es calcula que inclou més de 8.000 espècies distintes de plantes, moltes d'exclusives (endemismes).
El Mediterrani, se sap avui, ha estat sotmès en el passat a grans alteracions de clima i vegetació, unit a unes variacions, a vegades molt grans, en el nivell del mar i a variacions en les posicions relatives de les masses continentals (placa europea i africana). Amb l'entrada de plantes i l'aïllament, per les fluctuacions marines o les periòdiques glaciacions, es pot trobar una variada diversitat d'espècies vegetals.
La península Ibèrica, situada en una important via de pas entre Àfrica i Europa, es va veure enriquida amb l'arribada, segons canviava el clima, de plantes estepàries, termòfiles, xeròfiles, oròfiles, boreoalpines, etc., moltes de les quals aconseguiren mantindre's després, gràcies a la diversitat de mitjans que existeixen en les serralades, que els permeten pujar en altitud si el clima es va fent més càlid, o descendir si es torna més fred. La complexitat geològica de la majoria de les muntanyes ibèriques, especialment de les Bètiques, sistema Ibèric i Pirineus, augmentà encara molt més el nombre de nous mitjans amb què adaptar-se i va fer possible la diversitat i riquesa de la flora actual.

## La regió eurosiberiana

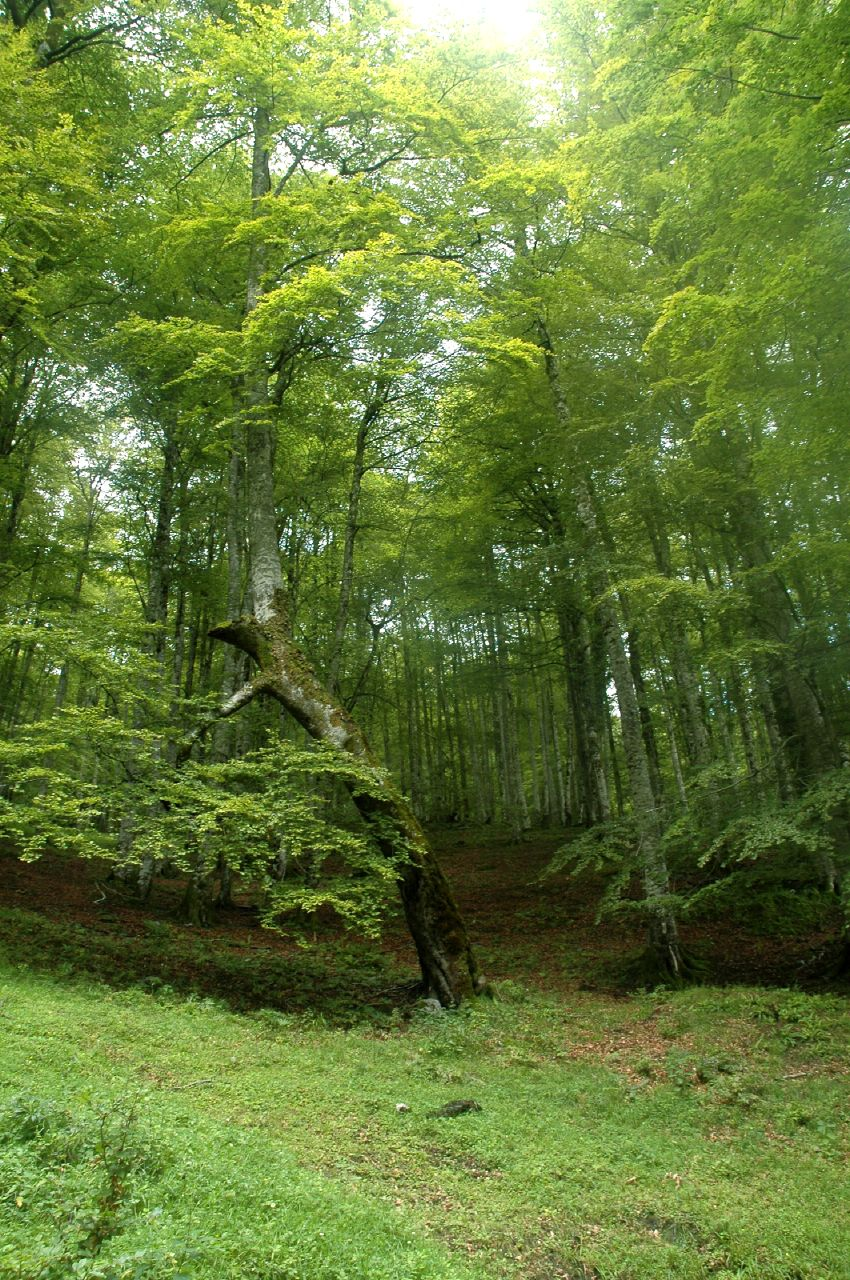
Bosc a Cantàbria

La regió eurosiberiana està representada per la zona atlàntica, que s'estén des del nord de Portugal, Galícia, Principat d'Astúries, Cantàbria, País Basc i Pirineus occidentals i centrals. Es caracteritza per un clima humit, suavitzat per la influència oceànica, amb hiverns temperats i amb una estació seca poc accentuada. La seva àrea principal s'estén pel nord de Portugal, la major part de Galícia, Principat d'Astúries, Cantàbria, País Basc, nord-oest de Navarra, i Pirineus occidentals. No obstant això, la seva influència en forma de comunitats o espècies concretes s'estén en molts punts cap a l'interior, especialment en les meitats nord i occidental.
La vegetació està representada per boscos caducifolis de roures (Quercus petraea) i el roure pènol (Quercus robur), amb freixedes de Fraxinus excelsior i avellanedes en terres més fresques i profundes de fons de valls. El pis muntanyós es caracteritza per la presència de faigs i a vegades, en els Pirineus, per avetars d'Abies alba; aquests faigs i avetars ocupen les faldes fresques i amb terra profunda de les muntanyes no gaire elevades. La influència mediterrània se sent en la presència d'alzinars amb llorer, que se situen en les crestes i muntanyes més càlides, especialment sobre terres de pedra calcària, on s'accentua la sequedat.
L'aprofitament humà al llarg de la història ha transformat molts d'aquests boscos en prats, que conserven en les seves bogues restes de les tanques o espècies del primitiu bosc. L'orla natural està formada per tanques i espinars que s'instal·len en les clarianes i parts aclarides; estan integrats per roses silvestres, esbarzers, aranyoners, espinosos i uns altres arbusts més o menys espinosos; també poden representar aquest paper els piornals i matollars. Els següents són els principals boscos d'aquesta zona.

### Fagedes

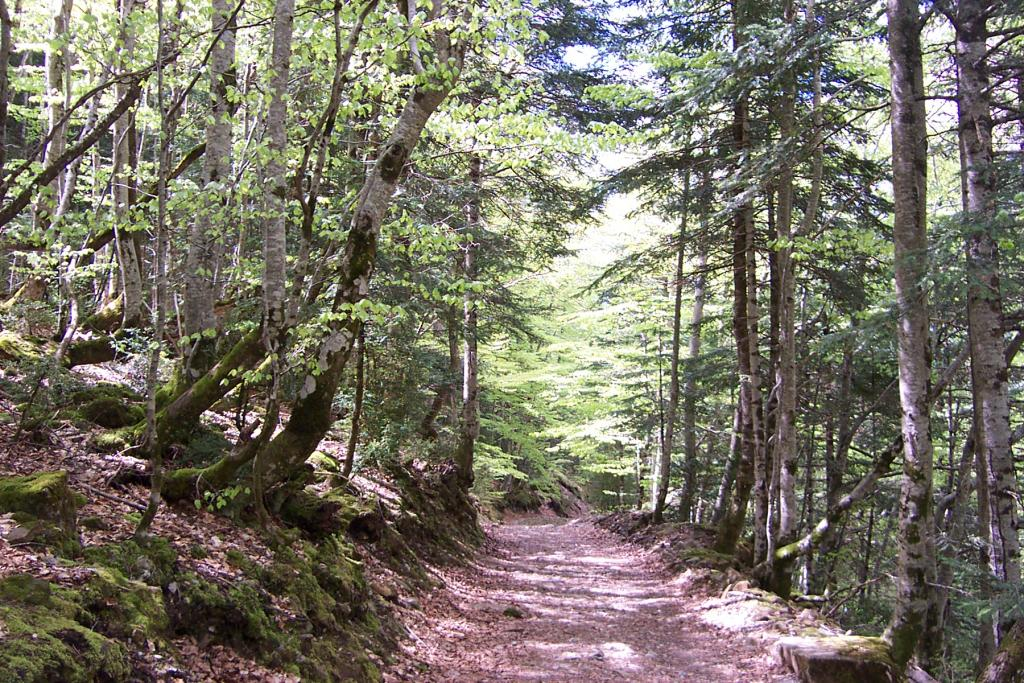
Bosc de faigs

Són els típics boscos atlàntics que caracteritzen l'estatge montà de la regió eurosiberiana ibèrica; se situen entre els 800 a 1.500 msnm, en sòls frescos i més o menys rics, tant calcaris com silicis, si bé solen estar gairebé sempre acidificats per l'intens rentat. El faig és un arbre que projecta una ombra molt profunda, de manera que en les seves formacions atapeïdes queden excloses, en la majoria dels casos, altres espècies llenyoses i fins i tot herbàcies. El seu sotabosc, per això, és molt pobre.
Malgrat el seu caràcter atlàntic, aquests boscos penetren fins al centre de la península, i arriben al Moncayo; les fagedes més meridionals de la península; la Tejera Negra a Somosierra-Serra d'Ayllón i Montejo de la Sierra, aquest últim a la província de Madrid. Refugiats en tàlvegs i obagues, on troben condicions favorables, la seva recuperació i repoblació en ser desforestats és molt difícil i són desplaçats pel roure reboll. Cal fer esment especial de la Selva d'Irati, en el Pirineu navarrès, un dels més importants boscos de fageda avetar existents a Europa, amb una superfície aproximada de 17.000 ha.

### Rouredes
Els boscos de roures, sobretot de roure pènol (Quercus robur), són els més característics de la zona atlàntica. Representen la formació forestal típica del pis basal, fins a uns 600 m d'altitud. En alçada, en ascendir a les muntanyes, són substituïts per les fagedes i en els fons de les valls per freixedes i avellanars. Dels dos roures principals, el roure pènol i el roure de fulla gran (Quercus petraea), el segon és el que més penetra cap a l'interior i el que més puja en altitud, però exercint un paper secundari; en general, quan el clima comença a deixar notar el seu caràcter continental, aquestes rouredes són substituïdes per les de roure reboll.
El pis del roure és el més alterat, per ser el més adequat per a prats i cultius. Als roures, els acompanyen amb freqüència castanyers i bedolls. Aquests boscos, en degradar-se, són substituïts per espinars, piornals i en últim extrem bruguerars i gatoses. Al carballo correspondria en origen gran part de l'àrea, ocupada actualment per pinedes i boscos d'eucaliptus.

### Bedollars
A la zona atlàntica, els bedolls formen enclavaments o bosquets al peu dels turons rocosos o en els clars de les fagedes, sobre sòls més pobres i acidificats, acompanyats pel Populus tremula i la moixera de guilla. Altres vegades ocupa un pis propi, per sobre del domini del faig, a la zona montana de les muntanyes silícies; aquest pis sol ser de poca extensió i generalment associat amb el roure de fulla gran i moixeres.

### Avetars
L'avet blanc (Abies alba) se situa en els vessants frescos i amb sòl profund de les faldilles dels Pirineus, des de Navarra al Montseny, formant avetars purs o, amb més freqüència, boscos mixts amb el faig. Les masses més importants estan a Lleida, amb unes 17.000 ha. En altitud s'estén dels 700 als 1.700 msnm, però les seves principals masses es localitzen a les valls més humides i ombries; són boscos molt foscos, amb sòls molt àcids, per la descomposició de les acícules. En altura, és substituït amb certa freqüència pel pi negre (Pinus uncinata). Aquests avetars porten de vegades arç blanc (Crataegus monogyna) i el seu sotabosc és molt similar al de la fageda. Com aquests, tenen un clar significat eurosiberià.

## La regió mediterrània
Ocupa la resta de la península Ibèrica, la seva major part i les Illes Balears, la característica principal de la qual és l'existència d'un període de sequera estival més o menys extens, de 2 a 4 mesos, però sempre ben palès. La pluviositat pot ser des dels 1.500 mm fins a menys de 350 mm i temperatures sense cap gelada forta en diversos anys, en zones on cada hivern s'aconsegueixen els -20 °C o més.
Si es prescindeix de la influència de les muntanyes, la regió mediterrània peninsular presenta com a boscos típics els perennifolis de fulla endurida: alzinars, sureres, ullastres, ginebres, etc. Aquests boscos venen acompanyats o reemplaçats a les zones més càlides i erosionats per pinedes de pi blanc i en els arenals i dunes fixes per savinars i pinedes de pi pinyer. Excepcions a aquesta regla, la constitueixen la regió més àrida del sud-est, zones baixes de les províncies de Múrcia i Almeria, on la seva única vegetació són els margallons i les ginestes i a major altura garric i llentiscles. El mateix es pot dir de zones salines o endorreiques, amb grans oscil·lacions de temperatura, com la depressió de l'Ebre i foies de l'interior.

### Rebollars

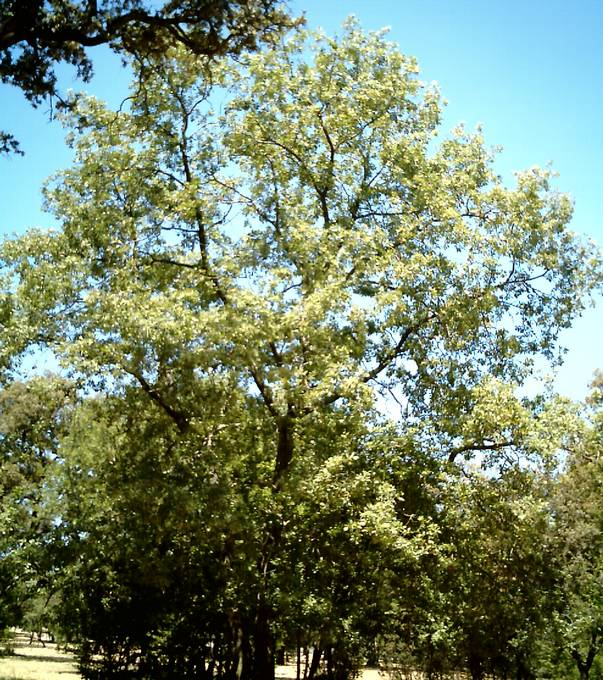
Bosc de rebolls, Quercus pyrenaica

El reboll (Quercus pyrenaica) és de tots els roures el més resistent a la sequera i als climes de matís continental. Els seus boscos, de caràcter subatlàntic, representen moltes vegades el trànsit entre el Mediterrani i l'Atlàntic. La seva àrea peninsular és molt àmplia i tenen una gran importància, sobretot a les muntanyes del centre. Des de l'interior de Galícia i el vessant sud de la serralada Cantàbrica s'estenen pel sistema Central, aconseguint pel sud, ja molt escassos, sierra Nevada i Cadis. Se solen estendre en altituds des d'uns 700-800 msnm fins als 1.500-1.600 msnm. Prefereixen els sòls silicis i substitueixen altitudinalment els alzinars humits i sureres; en el pis superior donen pas a pinedes de pi blanc (Pinus sylvestris) o als piornals serrans amb ginebre rastrer. A les zones on és més palesa la influència atlàntica venen seguits com a fase regressiva per bruguerars d'Erica australis, a la resta són més freqüents en els seus clars i fases degradades els cistus (estepa amb fulla de llorer) i cap d'ase. La seva àrea natural sol estar ocupada per pinedes de pi blanc o pi marítim.

### Boscos de ribera i fons de vall
En aquesta regió, representen enclavaments de boscos caducifolis afavorits per la humitat del sòl, que es manté gairebé tot l'any; això els permet evitar el llarg període de sequera estival, que caracteritza el clima mediterrani.

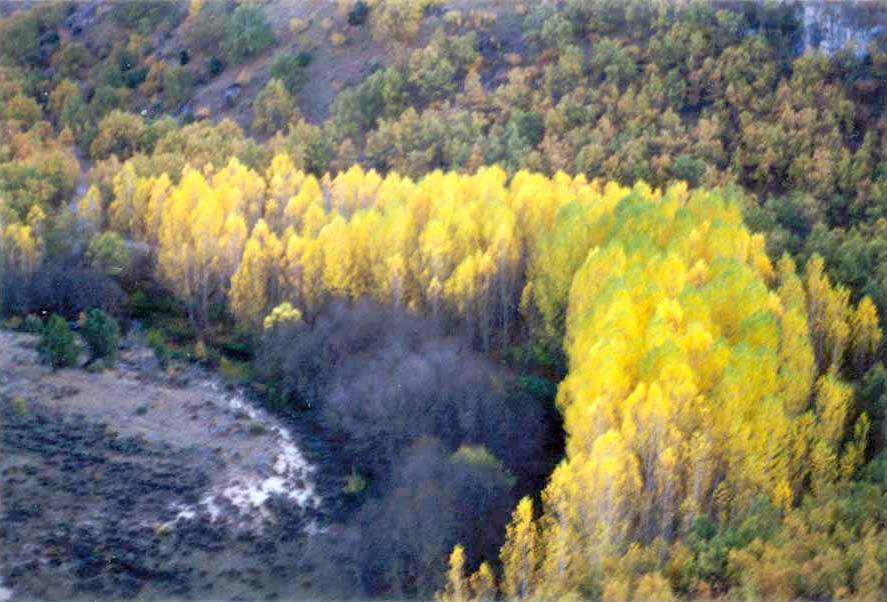
Bosc de ribera, riu Tajuña.

Si es dona un bandat característic, de la vora del llit a l'exterior, de manera que els boscos més freatòfits se situen a la vora (vernedes, salzedes) i els menys dependents de l'aigua de l'exterior (freixedes, omedes, pollancredes).
Aquests boscos estan formats per salzes, pollancres, alisos, freixes, oms i de vegades també per roures martinencs, til·lers, bedollars i avellaners. Quan la presència de la humitat comença a disminuir en zones més àrides de la vall de l'Ebre, llevant i meitat meridional de la península, l'aridesa ve sovint acompanyada per un augment de sals en el sòl; en aquestes condicions, ens trobem amb formacions d'arbusts de Tamarix, baladres i canyís (Saccharum ravennae), de vegades acompanyats per algun bruc. En els sòls silicis no salins, com els de Sierra Morena i Montes de Toledo, amb espígol negre, que en les situacions més càlides, va acompanyat de baladres i Tamarix.
En els terrenys baixos de l'interior, sobretot en els margosos i argilencs, són més freqüents les omedes (Ulmus minor) i pollancredes, acompanyades a vegades per freixes i salzes. En els fons de vall granítica i en les riberes de terrenys silicis, existeixen formacions molt típiques de freixes amb roure martinenc, especialment al peu de les serres interiors. Les gorges protegides de la regió muntanyenca de Conca porten com a boscos riberencs formacions mixtes de til·ler i avellaner, amb freixes, salzes i om montà (Ulmus glabra). Aquests boscos, en ocupar terrenys molt fèrtils, on l'ésser humà ha establert els seus horts des de molt antic, no estan ben conservats.

### Pinsapars

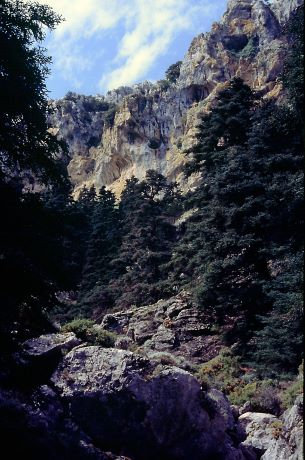
Pinsaps a la Sierra de las Nieves, Màlaga

El pinsap (Abies pinsapo) constitueix una veritable relíquia que ha quedat preservada a les serres de Màlaga i Cadis. Els pinsapars estan emparentats amb els relictes avetars nord-africans de la cadena de Jebala, al Marroc. Es posen en contacte i formen de vegades comunitats mixtes amb roures de fulla petita i alzines. Entre les espècies llenyoses que l'acompanyen en els seus boscos es troben l'arç blanc (Crataegus monogyna), Berberis, rusc, marfull (Viburnum tinus), heura i lloreret (Daphne laureola).
Forma boscos densos i foscos en enclavaments molt concrets, amb elevades precipitacions (de 2.000 a 3.000 mm, a causa del brusc refredament, per elevació, dels vents carregats d'humitat), en altituds superiors als 1.000 msnm. El bosc presenta abundància de molsa i líquens, però un nombre molt limitat d'arbustos i herbàcies. En tot cas ocupen les zones altes de les muntanyes de Màlaga i Cadis (la Sierra de las Nieves i la Sierra Bermeja, ambdues a Màlaga, i la Sierra de Grazalema) on producte de la protecció i la repoblació, en els últims anys han aconseguit estendre's de forma important.

### Alzinars

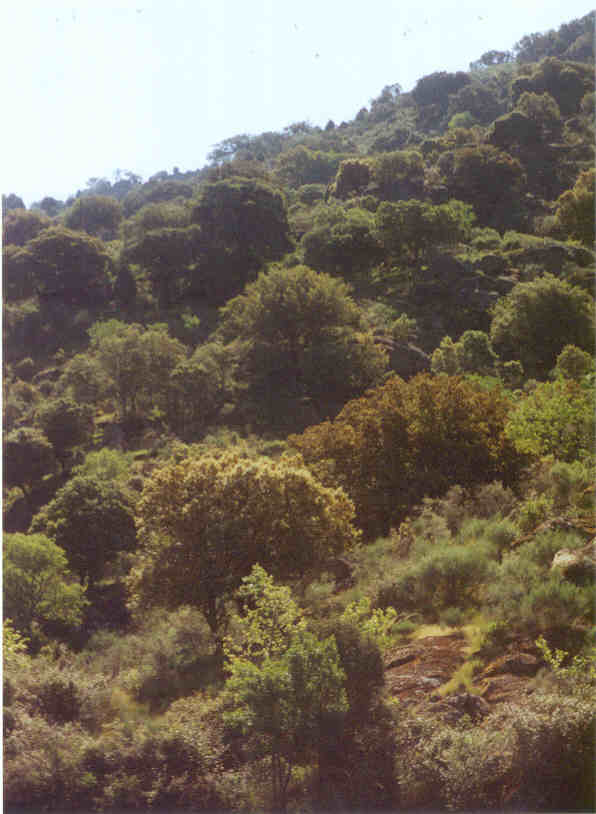
Alzinar humit amb sureres

Els alzinars formen els boscos naturals de la major part de la zona mediterrània i penetren també a les solanes i vessants més càlids de la zona atlàntica; s'estén des del nivell del mar, on l'espècie és Quercus ilex subsp ilex, fins als 1.400 msnm, en algunes muntanyes i altes planes de l'interior; a la zona continental, l'alzina que apareix és la Quercus ilex subsp rotundifolia, més resistent a aquest clima. L'alzina pot pujar a major altitud, però ja aïlladament, sense formar bosc. Els alzinars costaners i de les muntanyes prelitorals són extraordinàriament rics i variats, amb nombrosos arbustos; solen acompanyar-los lligabosc, heura, marfull, rusc i, en el sud-oest peninsular, oliveres silvestres. Els alzinars balears són també rics i porten associats una espècie característica de les illes com el ciclamen balear (Cyclamen balearicum).
Cap a l'interior de la Península es van empobrint progressivament, a mesura que s'accentuen les característiques continentals del clima, desapareixen gran part de les espècies més sensibles al fred. Els alzinars continentals, sobre sòls desproveïts de calç, solen ser rics en ginebres (Juniperus oxycedrus) i són substituïts per altitud i en els vessants més frescos per rebolls, aquest fenomen s'aprecia a la Sierra de Guadarrama; quan es destrueix l'alzinar, els sòls són tan pobres i les condicions ambientals tan poc favorables, que condueix a matolls paupèrrims, dominats per la Cistus comuna, l'espígol i el romaní. Sobre sòls calcaris ocorre alguna cosa similar, sobretot per sobre dels 900 metres d'altitud, les alzines es veuen acompanyades per la savina comuna i la pobresa d'arbustos és tan gran, que la mateixa carrasca (alzina arbustiva) domina gairebé en solitari les primeres fases de regressió. La degradació per crema o tala condueix a matolls d'argelaga (Genista scorpius), farigola i espígol.

### Sureres

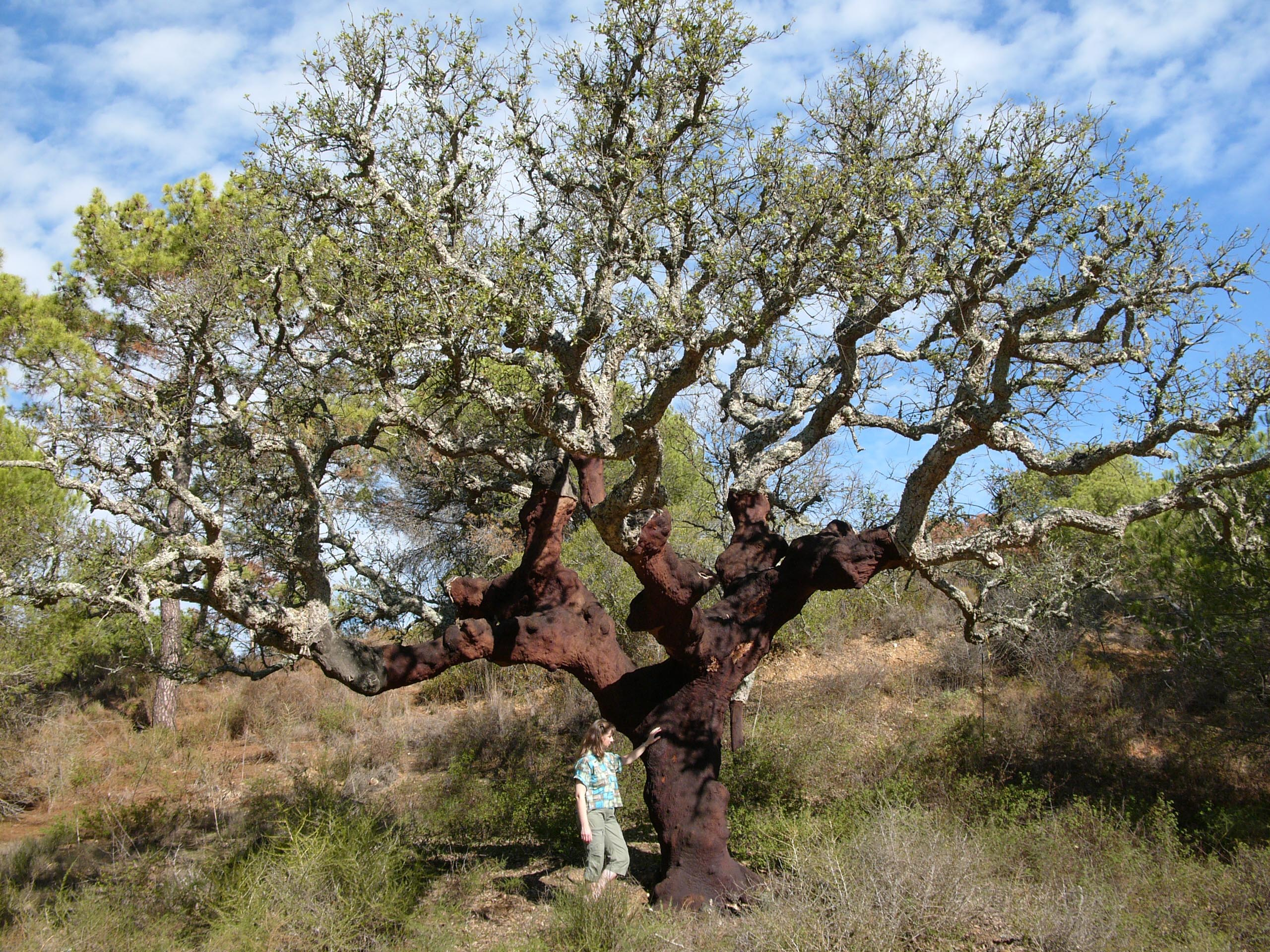
Surera

Les sureres ocupen a la península Ibèrica al voltant d'un milió d'hectàrees, més de la meitat de l'extensió mundial d'aquest tipus de bosc.
La surera requereix sòls silicis, de textura sorrenca i un clima suau i una mica humit, si aquestes condicions es compleixen desplaça totalment o parcialment a l'alzina; s'associa a aquesta amb certa freqüència i també als roures de fulla petita (Quercus faginea subsp. broteroi). L'àrea que ocupen les sureres correspon a Catalunya, sobretot la meitat més oriental en zones costaneres, Menorca, Serra d'Espadà (Castelló) i sobretot al quadrant sud-occidental, províncies de Màlaga, Cadis i Huelva. Alternen moltes vegades amb les alzines, que ocupen les solanes i vessants més secs i amb les rouredes de Quercus canariensis, que ocupen els barrancs i vessants frescos i humits.
Les sureres porten sovint oliveres silvestres, i de la mateixa manera que alguns alzinars frescos, solen anar acompanyats per arbocers amb aladern de fulla estreta (Phillyrea angustifolia) que ocupen els clars del bosc i dominen les fases regressives. A Andalusia occidental són també freqüents, com a components de l'ecosistema, els bàlecs dominant el gènere Genista linifolia.

### Rouredes

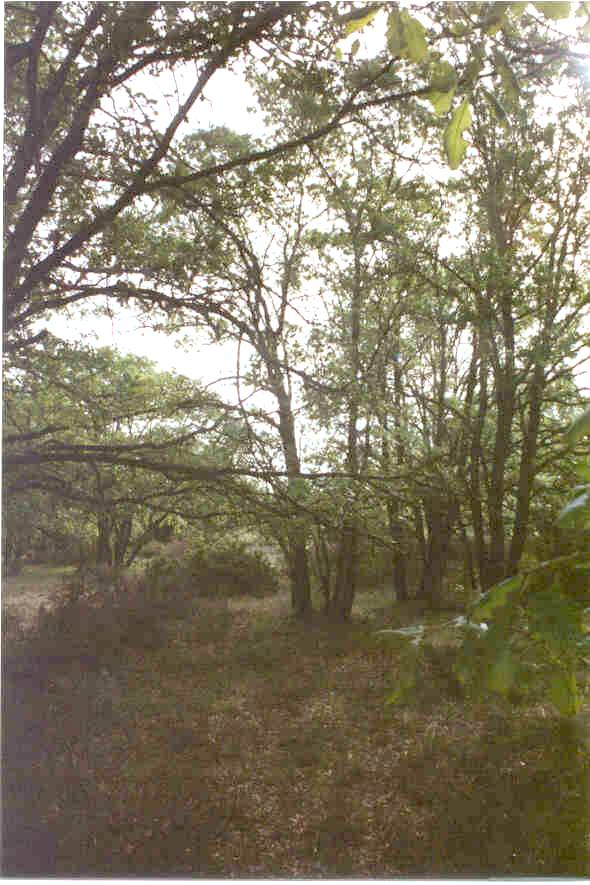
Bosc de roures.

Amb el nom de rouredes es coneixen boscos de molt diferents característiques. Les rouredes de Quercus canariensis estan ben representades a Andalusia occidental i molt desdibuixades per hibridacions a Catalunya i a la serralada litoral. Són els més exigents quant a temperatura i humitat, per la qual cosa no se solen allunyar de la influència marítima; prefereixen les obagues més fresques, tàlvegs humits i vores de rierol del pis inferior. En general alternen amb les sureres, a les quals desplacen a les zones més fresques, i com elles, prefereixen els sòls silicis. En els seus clars i etapes degradades són freqüents les ginestes de Montpeller (Genista monspessulana sp., Cytisus arboreus, Cytisus baeticus), brucs (Erica arborea, Erica scoparia) i Halimium.
Les rouredes de Quercus faginea subsp faginea són els més típics i freqüents a la Península Ibèrica, ja que s'estenen des d'Andalusia (regió muntanyenca de Ronda) fins a les faldes dels Pirineus. Són molt més resistents al fred i la sequedat que el Quercus canariensis; requereixen en canvi sòls més frescos i profunds que els alzinars, amb els quals entren en contacte. Encara que es formen en qualsevol tipus de sòl, en els silicis sol tenir un paper secundari enfront de l'alzina, sureres i rebolls; és solament en els sòls calcaris on forma boscos d'alguna consideració, especialment en el quadrant nord-oriental i centre de la península Ibèrica. L'àrea natural que li correspon al roure és freqüent el pi negre (Pinus nigra subsp salzmannii), que sovint ha estat estès a les seves expenses. Les rouredes solen portar amb freqüència auró, moixera, corner, Ligustrum i Corniculum; per degradació poden donar origen a extensos matolls de boix.
L'últim roure, Quercus faginea subsp broteri és més exigent en humitat i menys resistent al fred. S'estén principalment pel quadrant sud-occidental i prefereix els sòls silicis, una mica frescos. Més freqüent que formant masses pures, se li troba associat a sureres i alzines.

### Pinedes

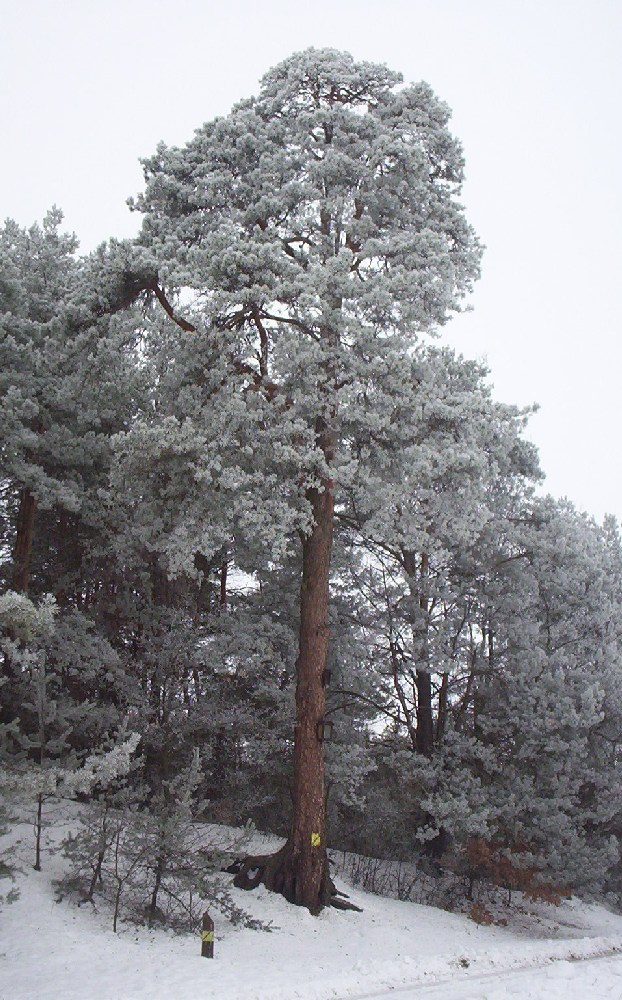
Pi roig.

Les pinedes naturals i autòctones peninsulars més característiques són les de pi negre (Pinus uncinata) i pi roig (Pinus sylvestris). El primer va amb freqüència associat al Rhododendron ferrugineum, nabius, Salix pyrenaica i altres espècies arbustives, en el pis subalpí dels Pirineus. Sobre els sòls calcaris menys nets sol anar acompanyat per la savina rastrera, boixerola i ginebres (Juniperus communis subsp. hemisphaerica). Els seus boscos constitueixen el límit altitudinal del bosc en gran part dels Pirineus, podent ascendir fins als 2.400 metres.
El pi roig exerceix el mateix paper a les altres muntanyes peninsulars, tant a les silícies com a les calcàries. És acompanyat i superat en altitud per bàlecs, ginebres nans i matolls encoixinats d'alta muntanya. El seu límit altitudinal inferior queda desdibuixat per haver estat estès a costa de boscos caducifolis.
A una altitud mitjana i sobre sòl generalment silici tenim al pinastre (Pinus pinaster), que a Galícia baixa al nivell del mar i a l'interior alterna amb els rebolls. Sobre sòls calcaris, la pinassa (Pinus nigra subsp salzmannii), que exerceix un important paper en moltes de les muntanyes del centre, est i sud de la Península; a la mateixa altitud sol desplaçar a l'anterior en els sòls amb calç. Tots dos són reemplaçats en altura pel pi roig.
Les més càlides de totes les pinedes són les de pi blanc (Pinus halepensis), que se situen en zones rocoses i vessants assolellats, des del nivell del mar, és el pi de les costes mediterrànies, fins als 800-1.000 msnm d'altitud a l'interior, prefereixen els sòls calcaris.
El pi pinyer (Pinus pinea), potser el més característic de tots, és un especialista en sòls sorrencs. Forma extenses formacions tant en els arenals del pis inferior, províncies de Cadis i Huelva, com en punts de l'interior (Valladolid, Conca, Madrid). Finalment s'ha d'esmentar, per la importància de les seves repoblacions i cultius, al pi insigne (Pinus radiata).

### Savinars

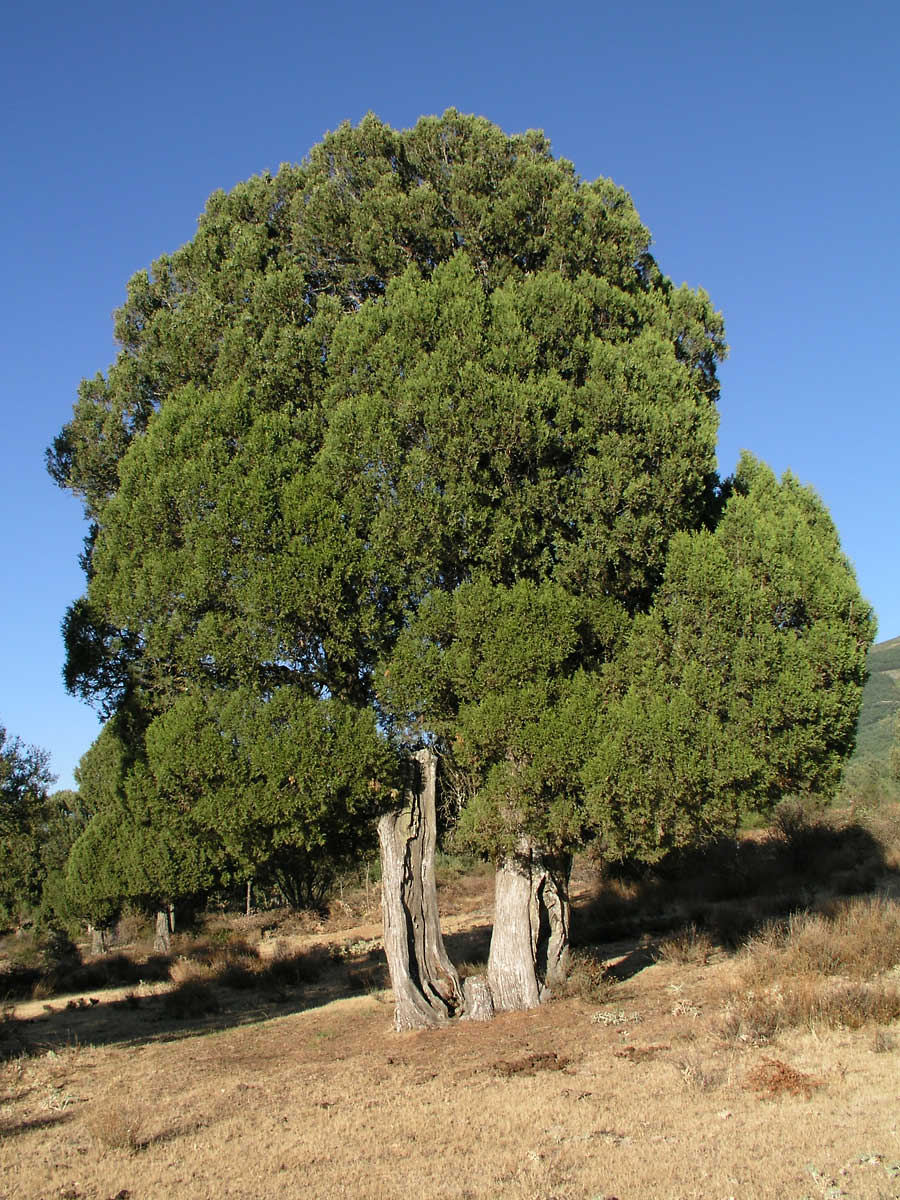
Savina turífera.

Els savinars de savina turífera (Juniperus thurifera) constitueixen una curiosa formació que ocupa els altiplans de l'interior, gairebé sempre per sobre dels 900 metres d'altitud. Els seus principals boscos estan a la regió muntanyenca de Conca, Sistema Ibèric, Alcarria, Maestrat i altres muntanyes de l'interior. Normalment no formen boscos densos, mostrant una estructura de parc o bosc clar. Prefereixen els sòls desenvolupats sobre calcàries, especialment els de tonalitats ocre o vermellosa i rics en argila, de caràcter relicte (terra rossa, terra fusca); a vegades, com a la zona de Tamajón (Guadalajara), colonitzen també els terrenys silicis.
Estan adaptats a un clima excepcionalment dur i continental, on pràcticament no troben competència d'una altra espècie arbòria; solament l'alzina, que està ocupant alguns dels antics savinars desboscats, i la pinassa sol acompanyar-li amb certa freqüència. El ginebre comú (Juniperus communis subsp. hemisphaerica) és habitualment una espècie secundària d'aquests savinars. En altitud es posen en contacte amb pinedes de pi roig i amb el ginebre comú; aquest darrer de vegades forma part del seu estrat arbustiu.
El fet que es trobés la major part de les vegades en zones que han romàs al descobert durant gran part del Terciari i sobre sòls considerats relictes, fa pensar en una gran antiguitat per aquests savinars. Les dures condicions climatològiques, amb la superfície del sòl sotmesa a processos de gelada i desglaços alternatius (crioturbació), dificulta el desenvolupament de matolls elevats. Les seves etapes regressives solen ser matolls encoixinats de ginestes (Genista pumila) o farigoles i prats de dent dominats per matolls nans i gramínies de fulla punxant. En les seves localitzacions de menor altitud pot alternar també amb espígol i aliaga. La savina (Juniperus phoenicea) sol exercir habitualment un paper secundari i no forma sovint boscos densos. Solament en algunes cartel·les rocoses o en mitjans especials com les dunes fixes i arenals sub-costers adquireix alguna importància forestal.

### Matolls d'alta muntanya mediterrània
L'alta muntanya mediterrània, per sobre dels 1.700 msnm, presenta unes característiques especials. Els hiverns són molt durs i perllongats; la cobertura de la neu i les fortes gelades impedeixen gairebé tota activitat biològica. Una vegada desapareguda la neu, el sòl es resseca amb rapidesa, per la forta insolació i les elevades temperatures que s'aconsegueixen a l'estiu. El període adequat per al desenvolupament vegetatiu és per tant molt curt i per les raons descrites, la majoria de les vegades sec. En aquestes circumstàncies, el bosc comença a entrar en crisi, sent substituït per bàlecs i matolls pluvinulars; aquests van acompanyats en els seus nivells inferiors per pi negre, representat per exemplars aïllats retorçats i deformats per la neu.
A les muntanyes silícies com el Sistema Central, el Sistema Ibèric sorià i part de les muntanyes càntabres, està ocupat per matolls de bàlec serrà (Cytisus purgans) o ginebre (Juniperus communis subsp. alpina). A Sierra Nevada domina en canvi, en condicions semblants, Genista baetica acompanyada de vegades per bàlec serrà i per una altra subespècie de ginebre (J. communis subsp. hemisphaerica). A les muntanyes calcàries com les del Maestrat i la regió muntanyenca de Conca, el característic és una formació arbustiva de savines (Juniperus sabina) acompanyada per pi negre. A les muntanyes calcàries d'Andalusia és destacable el paper dels matolls pulvinulars i encoixinats de cambrons.

## Sotabosc
El sotabosc, des d'un punt de vista ecològic, és fonamental en els ecosistemes forestals per garantir la regeneració natural del bosc, a més de proporcionar aliment i refugi a la fauna associada. Està compost per arbustos espinosos, segons el bosc i el clima, com per argelaga, ginesta, boix, farigola, etc.

## Etapes de regressió
És possible conèixer les etapes successives del procés de degradació de qualsevol de les nostres formacions boscoses, des del seu estat òptim fins a la fase final de desertització. Aquests estadis o etapes regressives, referits als boscos de frondoses són els següents:
1. Bosc dens: representatiu de l'òptim natural, caracteritzat per les espècies titulars, compatibles amb les condicions biològiques locals.
2. Bosc aclarit: encara amb predomini de les espècies titulars, però amb representació abundant d'arbust o espècies en mescla (grèvol, arce, freixe). Freqüent predomini de les lleguminoses en el matoll de sotabosc.
3. Etapa de les pinedes: Les espècies titulars han desaparegut pràcticament, així com la seva vegetació associada. Juntament amb els pins, fa la seva aparició un matoll heliòfil i invasor, gairebé sempre a força de les famílies cistaceae i ericaceae.
4. Desaparició de l'estrat arbori i les seves espècies associades van sent substituïdes progressivament per matolls representatius d'una degradació més avançada; freqüència de plantes espinoses (argelagues, aranyoner, etc.) i predomini de Lamiaceae i compostes (farigola vulgar, espígol, poliol, etc.).
5. La coberta vegetal ha reduït, no solament la seva talla, sinó, també l'àrea que ocupa; ara la forma un tapís herbaci i discontinu, amb predomini general de les gramínies. Les plantes llenyoses queden reduïdes a alguns matolls, aflorant la roca mare, a conseqüència de l'erosió. Paisatge general de tipus estepa.
6. L'etapa final de la regressió està representada pel sòl desertitzat.